# Hermannia clavata
Hermannia clavata är en kvalsterart som beskrevs av Sandór Mahunka 1985. Hermannia clavata ingår i släktet Hermannia och familjen Hermanniidae. Inga underarter finns listade i Catalogue of Life.